# Зайцев, Матвей Маркович
Матвей Маркович Зайцев (1880, Российская империя — 1942, СССР) — русский художник.

## Биография
Учился в Киевской рисовальной школе в начале 1890-х годов, затем — в Московском училище живописи, ваяния и зодчества (с 1899 года) у Валентина Серова, с 1904 года — в Академии художеств, но оставил её и продолжил обучение в Московском училище живописи, ваяния и зодчества.
В выставках участвовал с 1900 года. С 1903 года — экспонент, с 1914 — член Товарищества передвижных художественных выставок.
В 1922—1927 годах — член Ассоциации художников революционной России, Объединения художников-реалистов (1927—1930).

## Творчество
Работал в портретном и бытовом жанрах, исполнял также пейзажи.
Картины Зайцева имеются в музеях Козьмодемьянска, Курска, Пскова, Твери. В Псковской картинной галерее есть работа художника «Портрет В. А. К.» (1912 год).